# Tepovirus
Genre
Espèces de rang inférieur
- espèce-type : Potato virus T

Tepovirus est un genre de virus de la famille des Betaflexiviridae, sous-famille des Trivirinae, qui comprend deux espèces acceptées par l'ICTV, dont l'espèce-type, Potato virus T.
Ce sont des virus à ARN simple brin à polarité positive, rattachés au groupe IV de la classification Baltimore. Les virions sont en forme de filaments flexueux.
Ces virus infectent des plantes (Phytovirus).

## Caractéristiques
Les virions sont des particules non enveloppées, filamenteuses, légèrement flexueuses, à symétrie hélicoïdale, mesurant 640 nm et plus de long et 12 nm de diamètre.
Le génome est constitué d'une molécule d'ARN monocaténaire (à simple brin) de sens positif, linéaire, d'environ 6,5 kb. L'extrémité 3' est polyadénylée. Cet ARN code trois protéines.

## Liste des espèces et non-classés
Selon NCBI (16 février 2021) :
- Potato virus T
- Prunus virus T
- non-classés
  - Cherry virus T
  - Ficus tepovirus A
  - Trichosanthes tepovirus A
  - Zostera virus T